# Habronyx
Habronyx är ett släkte av steklar som beskrevs av Förster 1869. Habronyx ingår i familjen brokparasitsteklar.

## Dottertaxa tillHabronyx, i alfabetisk ordning[1][2]
- Habronyx aclerivorus
- Habronyx albifrons
- Habronyx amoenus
- Habronyx ariasae
- Habronyx atropos
- Habronyx australasiae
- Habronyx baibarensis
- Habronyx carmonai
- Habronyx citrinus
- Habronyx clothos
- Habronyx coarctatus
- Habronyx columbianus
- Habronyx discoidellus
- Habronyx edwardsii
- Habronyx elegans
- Habronyx flavistigma
- Habronyx foveolatus
- Habronyx fulvipes
- Habronyx heros
- Habronyx insidiator
- Habronyx lachesis
- Habronyx latens
- Habronyx limbatus
- Habronyx luteopectus
- Habronyx magniceps
- Habronyx majorocellus
- Habronyx neomexicanus
- Habronyx nigricornis
- Habronyx oregonus
- Habronyx pammi
- Habronyx peltatus
- Habronyx perspicuus
- Habronyx perturbans
- Habronyx punensis
- Habronyx pyretorum
- Habronyx regalis
- Habronyx robustus
- Habronyx severini
- Habronyx sonani
- Habronyx subinsidiator
- Habronyx sulcator
- Habronyx tonnaiensis
- Habronyx trilineatus
- Habronyx victorianus